# Valdemaras Stančikas
Valdemaras Stančikas (* 25. August 1979 in Šalčininkai, Litauische SSR) ist ein litauischer Rechtsanwalt, ehemaliger Politiker und litauischer Vizeminister für Umwelt.

## Biografie
Von 1997 bis 2000 absolvierte Stančikas das Bachelorstudium, von 2000 bis 2004 das Masterstudium der Rechtswissenschaften an der Mykolo Romerio universitetas und von 2001 bis 2006 das Bachelorstudium der Wirtschaft an der Vilniaus universitetas. Ab 2001 war er Anwaltsgehilfe der Anwaltskanzlei der Rajongemeinde Vilnius und ab 2004 Anwalt. Ab 2005 arbeitete er als Anwalt in der Rechtsanwaltskanzlei „KSP GROUP“. Von 2007 bis 2010 war er Mitglied im Rat der Rajongemeinde Šalčininkai. Von Juni 2009 bis Juli 2009 war Stellvertreter des Umweltministers Gediminas Kazlauskas (* 1959).
Ab Juli 2009 ist er Leiter des „Teisingumo institutas“. Seit 2015 leitet er die Anwaltskanzlei ZETA LAW advokatų profesinė bendrija.
Stančikas nahm an der Kommunalwahl 2011 mit Nepartinių kandidatų koalicija „Vilnius – mūsų reikalas“ teil.
Stančikas ist verheiratet mit Jurga Stančikienė, UAB VOX stellv. Direktorin.